# Taki Inoue
Takachiho Inoue, detto Taki (井上隆智穂; Kōbe, 5 settembre 1963), è un ex pilota automobilistico giapponese.
Dopo una lunga gavetta nelle serie inferiori dell'automobilismo ebbe l'occasione di debuttare in Formula 1 nel 1994, alla guida di una Simtek. Nella massima serie è ricordato più che altro per due curiosi incidenti: uno a Montecarlo e l'altro in Ungheria, in quest'ultima gara in particolare fu investito da una vettura di soccorso dopo essere uscito dalla sua vettura ferma per un principio d'incendio. Nel primo caso riportò solamente una commozione cerebrale, mentre nel secondo ne uscì illeso.
È inoltre ritenuto dalla maggior parte degli addetti ai lavori come uno dei piloti meno talentuosi che abbiano mai guidato una vettura di Formula 1.

## Carriera

### Gli inizi
Figlio di un ricco magnate delle slot machine, Inoue iniziò la propria carriera prendendo parte a gare locali in Giappone. Nel 1987 decise, però, di trasferirsi in Inghilterra e si iscrisse alla scuola di pilotaggio di Jim Russell a Snetterton. L'esperienza non si rivelò molto facile, sia per le difficoltà linguistiche che per il fatto che il giapponese non conosceva i circuiti che avrebbe dovuto affrontare. Nonostante ciò nel 1988 riuscì a prendere parte al campionato britannico di Formula Ford 1600, disputando una stagione completa. Nelle intenzioni del pilota vi era il passaggio alla F3 inglese, ma la squadra per cui correva voleva 625.000 dollari per supportarlo. Non disponendo del denaro richiesto Inoue fu quindi costretto a tornare in Giappone, dove prese parte a diversi campionati nazionali di Formula 3 pur senza mai ottenere notevoli risultati.
Nel 1994 riuscì poi a tornare in Europa e prese parte al campionato di Formula 3000 con il team Super Nova. Mentre il suo compagno Vincenzo Sospiri lottava per la vittoria del titolo, il pilota giapponese si ritrovava spesso in posizioni di metà classifica e non riuscì mai ad ottenere alcun punto.

### Formula 1
1994
Nonostante ciò, grazie al budget monetario di cui disponeva, riuscì a mettersi in contatto con diverse scuderie di Formula 1, in particolare con quelle che navigavano in difficoltà finanziarie e necessitavano di pay driver. Dopo aver effettuato alcuni colloqui con Larrousse, Footwork e Lotus, la Simtek, dopo un test a Barcellona insieme a Sospiri decise di affidargli una delle proprie vetture per il Gran Premio del Giappone. La valutazione effettuata dal team inglese dipese comunque in gran parte soprattutto dalle disponibilità economiche di Inoue. Il giapponese riuscì comunque a qualificarsi, ma la sua gara terminò dopo appena tre giri a causa di un testacoda dovuto all'aquaplaning.
1995

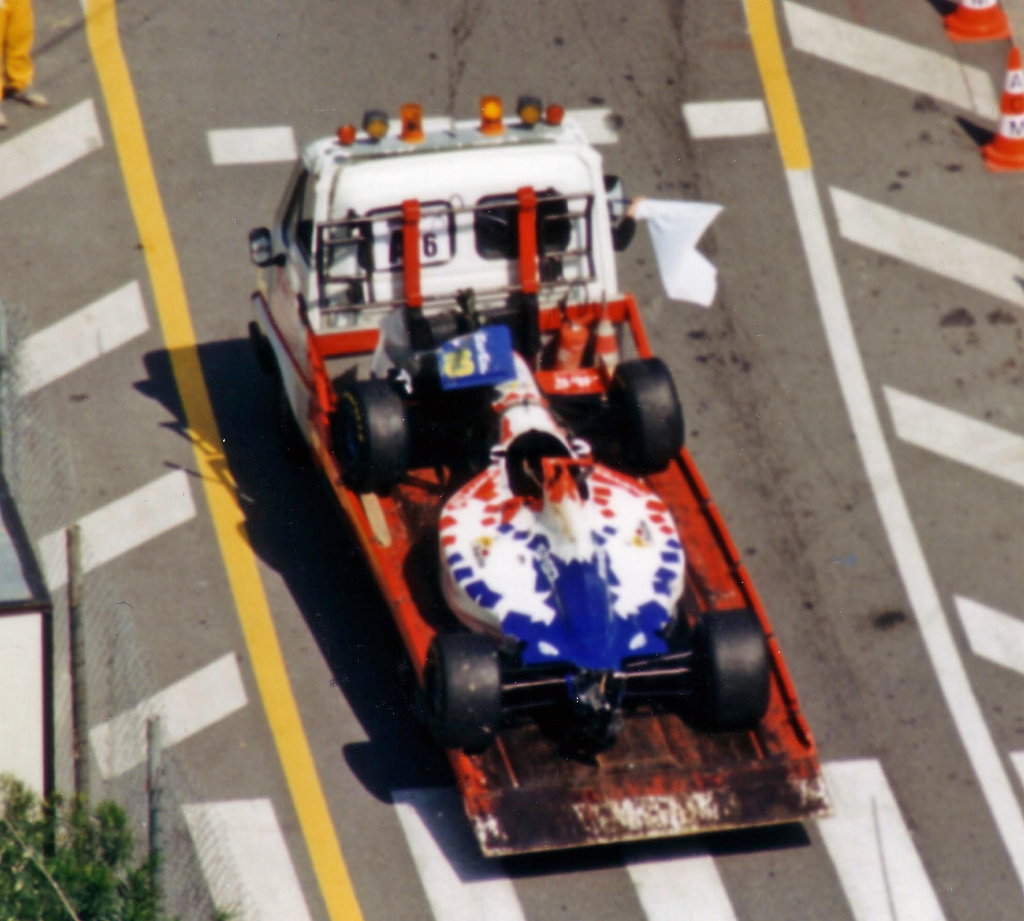
La vettura di Inoue sul carro attrezzi durante le prove libere del Gran Premio di Monaco, che lo vide protagonista di un curioso incidente.

Per la stagione 1995 si accordò invece per correre con la Footwork. Il contratto stipulato dal pilota prevedeva il pagamento di un totale di quattro milioni e mezzo di dollari per poter disputare tutto il campionato. Per trovare i soldi che gli erano necessari ricorse a vari cavilli legali e sfruttò il fatto che in Svizzera il trasferimento di denaro non venisse tassato come in altri Paesi. I risultati furono comunque molto deludenti e veniva spesso battuto dal compagno di squadra Morbidelli.
A Monaco fu poi protagonista di un curioso incidente: costretto a fermarsi lungo il percorso per la rottura del pedale del freno, chiese di essere trasportato ai box sulla sua vettura dal carro attrezzi. Decise di non togliersi il casco, ma non si allacciò le cinture. Nel contempo la safety car, guidata da Jean Ragnotti, transitava in pista e colpì la monoposto al traino, con il pilota che venne sbalzato fuori dalla vettura. Inoue riportò una commozione cerebrale, ma non si procurò ulteriori lesioni grazie al fatto di non essersi tolto il casco.
Al Gran Premio del Canada concluse per la prima volta una gara, giungendo nono. In Ungheria fu poi protagonista di un nuovo incidente: Inoue, dopo un innocuo ritiro per rottura del motore, accostò a bordo pista e corse a munirsi di un estintore per spegnere il principio d'incendio sulla sua macchina, ma fu investito, sia pure a bassa velocità, dalla macchina dei commissari intervenuti per spostare la monoposto, risultando comunque illeso. Al Gran Premio d'Italia ottenne il suo miglior risultato in carriera concludendo ottavo, mentre nel Gran Premio del Portogallo, nella sessione del venerdì, rimase in pole position provvisoria per diversi minuti.
1996
Intanto Inoue si stava accordando con varie scuderie, tra cui Ligier e Sauber per ottenere un volante per il 1996. Alla fine sembrò aver trovato un accordo con la Minardi, ma all'ultimo uno dei suoi sponsor, la Unimat, decise di non supportarlo e questo segnò la fine della sua carriera in Formula 1.

#### Risultati completi
| 1994 | Scuderia | Vettura |  |  |  |  |  |  |  |  |  |  |  |  |  |  |     |  |  | Punti | Pos. |
| ---- | -------- | ------- |  |  |  |  |  |  |  |  |  |  |  |  |  |  | --- |  |  | ----- | ---- |
| 1994 | Simtek   | S941    |  |  |  |  |  |  |  |  |  |  |  |  |  |  | Rit |  |  | 0     |      |

| 1995 | Scuderia | Vettura |     |     |     |     |     |   |     |     |     |     |    |   |    |     |     |    |     | Punti | Pos. |
| ---- | -------- | ------- | --- | --- | --- | --- | --- | - | --- | --- | --- | --- | -- | - | -- | --- | --- | -- | --- | ----- | ---- |
| 1995 | Footwork | FA16    | Rit | Rit | Rit | Rit | Rit | 9 | Rit | Rit | Rit | Rit | 12 | 8 | 15 | Rit | Rit | 12 | Rit | 0     | 24º  |

| Legenda | 1º posto     | 2º posto | 3º posto    | A punti         | Senza punti/Non class.  | Grassetto – Pole position Corsivo – Giro più veloce |
| Legenda | Squalificato | Ritirato | Non partito | Non qualificato | Solo prove/Terzo pilota | Grassetto – Pole position Corsivo – Giro più veloce |

### Dopo la Formula 1
Deluso dal fatto di non aver trovato un posto in Formula 1 per il 1996, Inoue rese le sue partecipazioni a gare automobilistiche sempre più rare. Dopo una partecipazione alla 1000 km di Suzuka, prese parte al alcune gare di Super GT nel 1999, per poi ritirarsi definitivamente.